# 海仙花
海仙花（学名：Primula poissonii）为报春花科报春花属下的一个种，为多年生宿根二型花柱草本植物。
花期每个植株生1个花葶(极少数多个花葶)，高可达45厘米。花葶具2–6轮伞形花序, 每轮具3–9朵花。花冠呈深红色或紫红色, 开口周围黄色, 喉部具明显的环状附属物。花冠直径1.8–3.0厘米, 花瓣裂片倒心形。花期5–8月, 果期9–10月。

## 扩展阅读
- 維基物種上的相關：海仙花

[在维基数据编辑]
 《植物名實圖考·海仙花》，出自吳其濬《植物名實圖考》
1. ↑  Li, Haidong; Ren, Zongxin; Wu, Zhikun; Xu, Kun; Wang, Hong. . Biodiversity Science. 2015, 23 (6): 747–758. doi:10.17520/biods.2015171.